# Müller-Lyer-illusionen

De olika uppsättningarna av pilar visar Müller-Lyers optiska illusion. Den röda markeringen nedan, visar att "pilskaften" egentligen har samma längd.

Müller-Lyer-illusionen är en optisk illusion som inte innehåller mer än några pilar. När betraktaren ombeds att placera ett märke vid skaftets mittpunkt, väljer de flesta att placera mittmärket något förskjutet emot "styrfjädern" på den tänkta pilen. En annan avvikelse som automatiskt kan göras är när de två pilliknande figurernas pilspetsar pekar inåt eller utåt. När någon ombeds att bedöma längden på de två olika figurerna, så är den typiska uppfattningen att figuren med de inåtvända pilarna ser längre ut.
En möjlig förklaring är att figurerna uppfattas som tredimensionella, inåt- resp utåtgående, hörnen i ett rum. En annan möjlig förklaring är faktumet att figurens totallängd är större och att detta även stödjer att dellängden uppfattas som längre. 
Illusionen är dock inte kulturellt gränsöverskridande då de som dagligen inte omges av många föremål som är rektangulära som västvärldens byggnader och dess detaljer som till exempel dörrar, väggar och fönster inte nödvändigtvis upplever illusionen likadant. Forskare har noterat att exempelvis zulufolket, vars typiska bostäder varit runda, inte varit lika mottagliga för denna illusion.
Å andra sidan har experiment rapporterats, som pekar på att duvor percepterar Müller-Lyers standardillusion, men inte den omvända.

## Perceptionens förklaring

Müller-Lyers effekt i en icke-illusion

En möjlig förklaring går ut på att illusionen ofta uppträder för att vårt visuella perception som tolkar bredd och djup, i förekommande fall, förutsätter att de inåtvända figurerna relaterar till nära objekt och att de utåtvända pilarna relaterar till mer avlägsna föremål. På ett grundläggande plan så uppfattas heuristikt konfigurationen till 90 graders vinklar, vilket forcerar tolkningsprocessen men istället ger upphov till illusioner i ovanliga miljöer.
Naturlig perception av näthinnans bilder går just ut på att effektivt skapa en användbar eller trovärdig tredimensionell tolkning. Det är också därför vi inte uppfattar att en person som går ifrån oss skulle bli kortare och även att vi fortfarande upplever våra händer som jämnstora även om vi sträcker ut bara den ena armen. Vi bör därför inte glömma av det faktum att det vi ser är hjärnans tredimensionella tolkning av det aktuella synintrycket, vilket säger oss att föremålet inte ändrar storlek bara att distansen till det förändras. Denna mekanism ingår i gestaltpsykologins principer.
I Müller-Lyer-illusionen detekterar det visuella systemet ett djupseendevärde som vanligtvis associeras med tredimensionella motiv och en illusion uppkommer som felaktigt tolkar det så. När sedan vår konstanta storleksnorm agerar varseblir vi en längd som om föremålet i själva verket skulle vara mer avlägset. 
Denna percepterade figur motsvarar vad vi, i normalfallet, kan antaga vara riktigt och storleken på en icke heltäckande matta är i normalfallet också smalare än kortväggen i ett vanligt rum.